# On the Way to a Smile
On the Way to a Smile è un romanzo scritto da Kazushige Nojima  pubblicato in Giappone nel 17 aprile 2009, in Italia è stato pubblicato dalla J-Pop (azienda) il 6 maggio 2020. Fa parte della Compilation of Final Fantasy VII.
Narra vicende accadute fra il finale dell'originale Final Fantasy VII e l'inizio di Final Fantasy VII: Advent Children.
Inizialmente erano stati scritti solo i casi di Denzel, Tifa e Barret. Successivamente al film Advent Children Complete, sono stati scritti altri quattro casi, rispettivamente di: Yuffie, Nanaki (Red XIII), ShinRa e Lifestream.
È diviso in più parti che narrano di come la vita dei protagonisti della serie sia rimasta da una parte immutata e dall'altra sconvolta dagli avvenimenti e dai cambiamenti repentini che ha subito il pianeta dopo lo smantellamento della Shinra Corporation e di come si sia evoluta la vita di ognuno nel tempo trascorso.

## Trama

### Il caso di Denzel
Racconto ambientato quattro anni dopo la caduta di Meteor, composto da quattro capitoli e narrato indirettamente attraverso il punto di vista di Denzel, il giovane orfano apparso per la prima volta in Advent Children. Johnny, un disgraziato che incontriamo per la prima volta in Final Fantasy VII, ha aperto un bar tutto suo nella nuova città di Edge. Impressionato dalla forza di volontà di Tifa e dal suo modo di affrontare la vita, Johnny inizierà a raccontare ai suoi clienti di quanto Tifa fosse meravigliosa e presto perderà tutti i clienti in questo modo (in quanto se ne vanno nel bar di Tifa). Un giorno Denzel ha un incontro segreto con Reeve Tuesti nel bar di Johnny, in quanto vuole diventare un membro della WRO, un'organizzazione nata al fine di ricostruire il Pianeta. Denzel gli racconta il suo passato, di come è divenuto orfano, di come ha vissuto il giorno in cui il Lifestream emerse per fermare Meteor, di quando si ammalò del Geostigma e di come conobbe Tifa, Cloud, e Marlene.

### Il caso di Tifa
Questo secondo racconto è stato pubblicato poco dopo Il Caso di Denzel e vede come protagonista Tifa, che racconta le vicende avvenute due anni dopo la caduta di Meteor, della gestione del nuovo Seventh Heaven, di come ha iniziato a prendersi cura di Denzel e Marlene insieme a Cloud e del rapporto che ha con loro, includendo alcuni particolari del racconto di Denzel. Aiuta a chiarire alcuni punti oscuri del film, tra cui la precisa locazione della città e degli avvenimenti.

### Il caso di Barret
Riguarda la ricerca di redenzione di Barret, di come ha aiutato a Cloud e Tifa a costruire la loro nuova casa ma poi abbia deciso di partire e iniziare a cercare una nuova fonte energetica che sostituisca il mako, aiutando anche le persone che incontra durante il suo viaggio.

### Il caso di Nanaki
Racconta del viaggio intrapreso di Nanaki dopo gli avvenimenti di Meteor, del suo rapporto con la natura che lo porterà a riflettere sulla vita, e l'incontro con gli altri personaggi che lo metteranno al corrente dell'attuale pericolo.

### Il caso di Yuffie
Yuffie torna a Wutai e si ritroverà a fare i conti con i danni causati dal Lifestream ed una nuova malattia, decide così di cercare una materia in grado di guarire le persone.

### Il caso Shin-Ra
Quello che è realmente successo ai Turks e a Rufus dopo la caduta di Meteor; la ricerca di una cura per il geostigma e la scoperta di avvenimenti che li porteranno a cercare di mantenere al sicuro i resti di Jenova per evitare un'altra catastrofe.

### Lifestream Black / White
Desideri di un uomo ed una donna che non fanno più parte del mondo dei vivi, ma che hanno ancora degli obiettivi contrastanti tra loro che riguardano Cloud.